# Smiley Lewis
Smiley Lewis (* 5. Juli 1913 in DeQuincy, Louisiana, als Overton Amos Lemons; † 7. Oktober 1966 in New Orleans) war ein US-amerikanischer Blues- und R&B-Sänger, dessen bekannteste Hits I Hear You Knocking und One Night von anderen Interpreten erfolgreich gecovert wurden.

## Werdegang

Smiley Lewis – I Hear You Knocking

Als Jugendlicher ging Lewis nach New Orleans, um dort Musik zu machen. Lewis – ein guter Gitarrist – trat ab 1946 als Trio mit dem Pianisten Tuts Washington und dem Schlagzeuger Herman Seal auf. „Wir waren das heißeste Trio in der Stadt und spielten in allen wichtigen Clubs im French Quarter“, erinnert sich Tuts. Das blieb DeLuxe Records nicht verborgen, und so lud man das Trio im Jahre 1947 zu einem Aufnahmetest ein. Das Ergebnis war Turn On Your Volume Babe / Here comes Smiley (DeLuxe 1099), das im Oktober 1947 erschien. Mit Love Is Like a Gamble / Swimming Blues (DeLuxe 1108) kam im November 1947 die Nachfolgesingle heraus, beide tituliert als „Smiling Lewis“. Beide Songs – noch ohne Hitparadenresonanz – wurden übrigens von Leo Franks, einem Barkeeper aus dem French Quarter, komponiert. Beide Singles zeigen den typischen Boogie-Woogie-Piano-Sound von Tuts Washington und die volle Shout-Stimme von Lewis. DeLuxe verlor danach das Interesse an Lewis. 
Smiley Lewis bekam seine nächste Chance im März 1950, als der Interpret und Produzent Dave Bartholomew auf ihn aufmerksam wurde. Bartholomew hatte gerade Fats Dominos erste Single The Fat Man produziert und lud Lewis mit seiner Band zu einer Session ins Studio von Cosimo Matassa ein. Mit der Studio-Band als Begleitung entstand im März 1950 Tee Nah Nah / Lowdown (Imperial 5067). Der Titel verhalf ihm zum Durchbruch. Er vergrößerte seine Band um Joe Harris (Saxophon), Albert Fernandez (Trompete), James Provost (Bass) und Buddy Williams (Schlagzeug). Im Mai berichtete sogar Louisiana Weekly kurz über deren Tournee außerhalb der Stadt und dem Musikbox-Erfolg von Tee Nah Nah. Imperial Records beeilte sich deshalb, mit Slide Me Down / Growing Old im Juni 1950 (Imperial 5072) zwei weitere Aufnahmen aus der ersten Studiosession nachzulegen – diesmal ohne Erfolg. Nach ein paar weiteren erfolglosen Singles zahlte sich die Geduld von Imperial Records aus, als Bells Are Ringing im September 1952 mit einer # 10 (R&B-Charts) die erste nationale Hitparadennotiz für Lewis wurde. Die nachfolgende hohe Frequenz weiterer Singleveröffentlichungen fiel wiederum durch, auch Blue Monday vom März 1954. Als sein Label-Kollege Fats Domino den Song nach über zwei Jahren im Dezember 1956 coverte, machte er ihn zur # 1 der R&B-Charts. 
Lewis’ größter Erfolg kam erst im Juli 1955 auf den Markt, als I Hear You Knocking (mit Huey „Piano“ Smith auf dem Piano) bis zur # 2 der R&B-Charts vordrang. Es folgten wieder einige Misserfolge, bis er mit One Night (Of Sin) im März 1956 immerhin eine # 11 erreichte. Selbst der Versuch, mit dem Country-Standard You Are My Sunshine zu punkten, misslang. Imperial verlor nun die Geduld und brachte ab 1958 nur noch wenige Smiley-Lewis-Platten auf den Markt. Im September 1960 beendete Imperial Records dann den zehn Jahre bestehenden Plattenvertrag mit Lewis. Sein Produzent und Komponist der meisten Lewis-Titel Dave Bartholomew: „Wir konnten Smiley kommerziell einfach nicht in Fahrt bringen. Er hatte immer das beste Songmaterial, doch außerhalb von New Orleans verkauften sich seine Platten kaum“. In der Tat hatte Lewis nicht mehr als 100.000 Exemplare einer einzigen Single verkaufen können. Lewis stand stets im Schatten seines Label-Kollegen Fats Domino, der einen sehr ähnlichen Musikstil pflegte, im selben Tonstudio aufnahm und die gleiche Begleitband nutzte.
Nach zweimaligem Label-Wechsel landete er schließlich bei Loma Records, wo er unter dem Produzenten Allen Toussaint im Dezember 1965 noch einmal The Bells Are Ringing aufnahm. Bereits krebskrank, kam er kurz darauf ins Krankenhaus, wo er im Oktober 1966 verstarb.

## Coverversionen
Andere Interpreten erzielten mit einigen Songs von Smiley Lewis wesentlich größere Erfolge. So machte Fats Domino aus Blue Monday einen Crossover-Hit mit # 5 der Pop-Charts. I Hear You Knocking wurde gleich dreimal erfolgreich gecovert. Gale Storms erste Platte schaffte auf Anhieb im Oktober 1955 die # 2 der Pop-Charts hiermit, Fats Domino kam damit im Dezember 1961 auf untere Ränge der US-Pop-Charts (# 67), und im November 1970 gelangte sie in der Fassung von Dave Edmunds zur # 4 in den US-Pop-Charts und sogar zur # 1 in England. Elvis Presley ließ One Night (Of Sin) im Oktober 1958 textlich entschärfen, brachte seine Version, lediglich als One Night tituliert, zu einer US-Pop # 4 und britischen # 1 und erreichte Millionsellerstatus. Shame, Shame, Shame wurde 1957 durch den Hollywoodfilm "Baby Doll" bekannt und 1964 von den Merseybeats aufgenommen.

## Diskografie (Auswahl)

### Singles
Als „Smiling Lewis“
- Turn on Your Volume Babe / Here Comes Smiley (DeLuxe 1099), Oktober 1947
- Love Is Like a Gamble / Swimming Blues (DeLuxe 1108), November 1947

Als „Smiley Lewis“
- Tee Nah Nah / Lowdown (Imperial 5067), März 1950
- Slide Me Down / Growing Old (Imperial 5072), Juni 1950
- Where Were You? / My Baby Was Right (Colony 110), 1950
- Bea’s Boogie / My Baby Was Right (Imperial 5124), Oktober 1951
- Bells Are Ringing / Lillie Mae (Imperial 5194), September 1952
- It’s so Peaceful / Gumbo Blues (Imperial 5208), Dezember 1952
- Big Mamou / Playgirl (Imperial 5234), Mai 1953
- Caldonia’s Party / Oh Baby (Imperial 5241), Juli 1953
- Blue Monday / Down the Road (Imperial 5268), März 1954
- I Love You For Sentimental Reasons / The Rocks (Imperial 5279), April 1954
- Too Many Drivers at the Wheel / Ooh La La (Imperial 5316), Februar 1955
- Jailbird / Farewell (Imperial 5325), Februar 1955
- I Hear You Knocking / Bumpity Bump (Imperial 5356), Juli 1955
- Queen of Hearts / Come On (Imperial 5372), Dezember 1955
- One Night / Ain’t Gonna Do It (Imperial 5380), März 1956
- She Got Me Hook Line and Sinker / Please Listen to Me (Imperial 5389), Mai 1956
- Someday You’ll Want Me / Down Yonder We Go Ballin’ (Imperial 5404), Oktober 1956
- Shame, Shame, Shame / No No (Imperial 5418), November 1956
- You Are My Sunshine / Sweeter Words (Imperial 5431), März 1957
- Go On Fool / Gonna Jump and Shout (Imperial 5460), Juli 1957
- Rootin’ Tootin’ / I Can’t Believe It (Imperial 5470), November 1957
- Bad Luck Blues / School Days Are Back Again (Imperial 5478), Dezember 1957
- Last Night / Ain’t Goin’ There No More (Imperial 5676), Juli 1960
- Stormy Monday Blues / Tell Me Who (Imperial 5719), September 1960
- Tore Up / I’m Coming Down with the Blues (Okeh 7146), 1962
- I Wonder / Lookin’ for My Woman (Dot 16674), 1964

The Smiley Lewis Band
- The Bells Are Ringing (Neuaufnahme) / Walkin’ the Girl (Loma 2024), Dezember 1965